# Tommy Koverhult
Tommy Koverhult (* 11. Dezember 1945; † 9. Dezember 2010) war ein schwedischer Jazzmusiker (Saxophone, Flöte).
Koverhult, der zunächst gemeinsam mit Ulf Adåker den Jazz erkundete, Altsaxophon lernte und 1961 auf das Tenorsaxophon wechselte, wurde zunächst im Quartett von Bernt Rosengren bekannt, zu dem noch der Bassist Torbjörn Hultcrantz und Schlagzeuger Leif Wennerström gehörten. Mit diesem Quartett und größeren Formationen Rosengrens war er an drei mit der Gyllene Skivan ausgezeichneten Alben beteiligt (Stockholm Dues, 1965, Improvisationer, 1969, sowie Notes from the Underground, 1971). In den frühen 1970er Jahren spielte er dann bei Maffy Falays Sevda und gelegentlich auch bei Don Cherry (Organic Music, Modern Art: Stockholm 1977). Ab Mitte der 1970er leitete er eigene Gruppen, zunächst mit Jan Wallgren. Sein Quintett wurde 1983 von den Lesern der Zeitschriften Orkester Journalen und Tonfallet als beste Newcomer Schwedens ausgezeichnet.
Er arbeitete auch mit Monica Zetterlund, Gunnar Bergsten und Eje Thelin. Zwischen 1967 und 2006 war er an 96 Studioproduktionen beteiligt; so ist er auch auf Alben von Nannie Porres, Lalle Svensson, Lennart Åberg und Lasse Werner zu hören.

## Diskographische Hinweise
- Tommy Koverhult & Jan Wallgren Quintet (1975)
- Jazz i Sverige '83 (1983)
- Live at Nefertiti (1985)
- In a Cool Way (mit Ove Hollner, 2006)
- Trane to Taube (2007)